# Kodos, der Henker
Kodos, der Henker (Originaltitel: The Conscience of the King) ist die nach Ausstrahlungsreihenfolge 13. bzw. nach Produktionsreihenfolge 12. Episode der ersten Staffel der Science-Fiction-Fernsehserie Raumschiff Enterprise. Sie wurde in englischer Sprache erstmals am 8. Dezember 1966 bei NBC ausgestrahlt. In Deutschland war sie zum ersten Mal am 9. November 1987 in einer synchronisierten Fassung bei Sat.1 zu sehen, nachdem das ZDF sie bei der deutschen Erstausstrahlung der Serie in den Jahren 1972 bis 1974 übergangen hatte.

## Handlung
Im Jahr 2266 bei Sternzeit 2817,6 fliegt die Enterprise zum Planeten Q. Dort lebt Dr. Thomas Leighton, ein alter Freund von Captain Kirk, der behauptet, er habe ein Mittel gegen die chronische Nahrungsknappheit auf Cygnia Minor gefunden. Tatsächlich war das aber nur ein Vorwand, um Kirk herzulocken. Während einer Aufführung des Theaterstücks Macbeth macht Leighton Kirk auf den Hauptdarsteller Anton Karidian aufmerksam. Leighton hält ihn für den totgeglaubten Kodos, der vor 20 Jahren während einer Hungersnot auf der Kolonie Tarsus IV die Macht übernahm und die Hälfte der 8.000 Bewohner hinrichten ließ. Leighton und Kirk gehörten damals zu den Überlebenden; zugleich zählen sie zu einem kleinen Kreis von nur neun Personen, die je sein Gesicht gesehen haben.
Kirk ist unsicher, was er von der Sache halten soll, und stellt Nachforschungen an. Er erkennt eine Ähnlichkeit zwischen Kodos und Karidian und findet zugleich keine Aufzeichnungen über Karidian aus der Zeit vor Kodos’ vermeintlichem Tod. Da Leighton die Schauspieltruppe zu einer Cocktailparty eingeladen hat, will Kirk sich dort persönlich mit Karidian unterhalten. Auf der Party macht er die Bekanntschaft von Karidians Tochter Lenore und ist sehr angetan von ihr. Die beiden unternehmen einen Spaziergang und finden auf ihrem Weg plötzlich den toten Leighton. Kirk ist entschlossen, den Mord an seinem Freund aufzuklären. Er bittet den Captain des Raumschiffs Astral Queen, das die Schauspieltruppe weiter zur Benecia-Kolonie transportieren sollte, heimlich um einen vorzeitigen Abflug und bietet den Schauspielern die Enterprise als Ersatzschiff an.
Zurück auf dem Schiff recherchiert Kirk die Namen der restlichen Personen, die Kodos identifizieren können. Einer von ihnen ist Kevin Riley, der an Bord der Enterprise dient und erst kürzlich vom Maschinenraum in die Kommunikationsabteilung versetzt wurde. Um ihn zu schützen, befiehlt Kirk, Riley zurück in den Maschinenraum zu versetzen, was den ersten Offizier Spock verwundert, da es wie eine grundlose Degradierung wirkt. Da Kirk seine Entscheidung nicht begründet, stellt Spock eigene Recherchen an und stellt fest, dass von den ursprünglichen neun Zeugen nur noch Kirk und Riley am Leben sind. Riley sitzt indes gelangweilt allein im Maschinenraum, als jemand unbemerkt sein Getränk vergiftet. Als das Gift zu wirken beginnt, kann er noch per Funk um Hilfe rufen und in kritischem Zustand auf die Krankenstation gebracht werden.
Spock ist nach diesem Vorfall überzeugt, dass Karidian Kodos ist. Er unterhält sich mit Kirk in dessen Quartier, als er auf einmal ein summendes Geräusch vernimmt. Er vermutet richtig, dass es sich um einen Phaser handelt, der auf Überlastung gestellt wurde. Eine Explosion würde nicht nur Kirks Quartier, sondern das gesamte Deck zerstören. In letzter Minute findet Kirk den Phaser und kann ihn unschädlich machen. Kirk will nun die letzten Zweifel ausräumen und konfrontiert Karidian persönlich. Auf Fragen nach Kodos reagiert dieser zunächst ausweichend. Kirk reicht ihm daraufhin einen Zettel mit einer Rede von Kodos, die Karidian vorlesen soll, damit der Computer einen Stimmabgleich vornehmen kann. Als Karidian den Text kaum abliest, sondern auswendig aufsagt, besteht für Kirk nun kaum noch ein Zweifel an seiner Identität. Karidian behauptet jedoch, er wäre als Schauspieler einfach geübt darin, Texte sehr schnell zu lernen.
Währenddessen macht Schiffsarzt McCoy auf der Krankenstation einen Logbuch-Eintrag, in dem er angibt, dass Riley auf dem Weg der Besserung sei, aber nichts von den Verdächtigungen gegenüber Karidian wissen solle. Riley hört den Eintrag heimlich mit und entwendet einen Phaser. Er sinnt auf Rache, da Kodos auf Tarsus IV seine gesamte Familie hat töten lassen.
Die Schauspieltruppe gibt nun eine Vorstellung von Hamlet. Hinter der Bühne schleicht sich Riley an Karidian heran, doch Kirk entdeckt ihn und kann ihn überreden, ihm den Phaser auszuhändigen. Karidian ist abgelenkt, da er ihr Gespräch mitbekommt. Als Lenore ihn in einer Pause darauf anspricht, weicht er aus und meint, er habe die Stimme einer Rolle gehört, die er vor langer Zeit gespielt habe. Zu seinem Entsetzen offenbart ihm Lenore daraufhin, dass sie über seine Vergangenheit Bescheid wisse und alle Personen, die ihm hätten gefährlich werden können, beseitigt habe. Karidian ist fassungslos. Er hatte seine Tochter stets von seinen früheren Taten abschirmen wollen, stattdessen klebt durch sie jetzt noch mehr Blut an seinen Händen. Kirk will die beiden festnehmen lassen, doch Lenore kann einem Sicherheitsmann einen Phaser entreißen und bedroht damit Kirk. Als sie feuert, stellt sich Karidian in den Weg und wird tödlich getroffen. Lenore fällt daraufhin ganz in geistige Umnachtung. Einige Zeit später berichtet McCoy Captain Kirk, dass Lenore sich jetzt in Behandlung befindet und alle nötige Hilfe bekommt. Sie glaubt, ihr Vater sei noch am Leben und würde vor jubelndem Publikum Stücke aufführen.

## Verbindungen zu anderen Star-Trek-Produktionen
Für die Doppelfolge Die dunkle Seite des Spiegels der 4. Staffel der Star Trek: Enterprise aus dem Jahr 2005 wurde von Mike Sussman ein zukünftiger Lebenslauf der Hauptfigur Hoshi Sato verfasst. Demzufolge sollte sie zu den Opfern von Kodos auf Tarsus IV gehören. Dieser Abschnitt des Lebenslaufs wurde in der Folge aber nicht gezeigt und ist somit nicht kanonisch.

## Produktion

### Drehbuch
Der Originaltitel der Folge geht zurück auf einen Ausspruch von Hamlet aus dem gleichnamigen Theaterstück von William Shakespeare:

„The play's the thing wherein I'll catch the conscience of the king“

„Das Schauspiel sei die Schlinge, In die den König sein Gewissen bringe.“

### Darsteller
Dies ist die nach Produktionsreihenfolge letzte Folge von Raumschiff Enterprise, in der Janice Rand (Grace Lee Whitney) auftritt. Rand hatte später noch Gastauftritte in vier Spielfilmen und in Folge 3.02 (Tuvoks Flashback) von Star Trek: Raumschiff Voyager aus dem Jahr 1996.
Kevin Riley (Bruce Hyde) hatte bereits einen Auftritt in der Folge Implosion in der Spirale.

### Kulissen
Das Beobachtungsdeck der Enterprise ist in dieser Folge zum einzigen Mal zu sehen. Von diesem Deck aus kann sowohl der Weltraum als auch der Shuttlehangar des Schiffs beobachtet werden.

### Kostüme
Lenore Karidian (Barbara Anderson) trägt in dieser Folge insgesamt sechs verschiedene Bekleidungen.

### Musik
In zwei Szenen der Folge wird eine Variation der Titelmelodie von Raumschiff Enterprise gespielt.
Uhura (Nichelle Nichols) singt in dieser Folge das Liebeslied Beyond Antares. In der späteren Folge Ich heiße Nomad singt sie dieses Lied ebenfalls.

## Adaptionen
James Blish schrieb eine Textfassung von Kodos, der Henker, die auf Englisch erstmals 1967 in der Geschichtensammlung Star Trek (in späteren Auflagen Star Trek 1) erschien. Die deutsche Übersetzung erschien 1972.

## Rezeption
Charlie Jane Anders führte Kodos, der Henker 2014 auf gizmodo.com in einer Liste der 100 besten bis dahin ausgestrahlten Star-Trek-Folgen auf Platz 53.
Christian Blauvelt listete Spock unter Verdacht 2022 auf hollywood.com in einem Ranking aller 79 Raumschiff-Enterprise-Folgen auf Platz 29.

## Parodien und Anspielungen
Die seit 1990 regelmäßig in der Zeichentrickserie Die Simpsons auftretenden Außerirdischen Kang und Kodos sind nach dem Klingonen Kang aus der Raumschiff-Enterprise-Folge Das Gleichgewicht der Kräfte und nach Kodos aus dieser Folge benannt.
In Folge 1.03 (Meuterei auf der Astral Queen) der Science-Fiction-Serie Battlestar Galactica von 2004 kommt ein Gefängnisschiff namens Astral Queen vor, das nach einem Raumschiff aus Kodos, der Henker benannt ist.